# Electroforeză capilară
Electroforeza capilară (CE) reprezintă o clasă de metode de separare electroforetice care au loc cu ajutorul unor capilare cu diametre submilimetrice. Adesea, CE se referă la electroforeza capilară zonală, dar termenul include și alte tipuri de separări, precum: electroforeza capilară în gel (CGE), izotacoforeza capilară și cromatografia electrocinetică micelară (MEKC). În metodele de CE, analiții migrează în soluții de electroliți prin capilară, sub influența unui câmp electric. Separarea analiților are la bază mobilitatea ionică și/sau repartiția între o fază alternativă prin intermediul interacțiilor non-covalente.

## Instrumentație

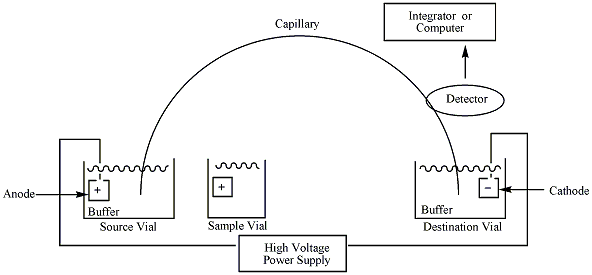
Instrumentația utilizată în CE

Aparatura de bază folosită într-un sistem de electroforeză capitală conține: compartimentul cu probă, compartimentele sursă și destinație, capilara, electrozii, sursa de tensiune înaltă, detectorul și instrumentul de colectare și interpretare a datelor (computer).